# Erik Jacob Mauritz Fahlmark
Erik Jacob Mauritz Fahlmark, född 24 maj 1799 i Västerås, var en svensk sjöofficer.
Erik Jacob Mauritz Fahlmark var son till handelsmannen Erik Fahlmark. Han blev sergeant vid Svea artilleriregemente 1819 och underlöjtnant 1820. Han var 1822-1823 elev vid Högre artilleriläroverket och erhöll 1825 ett års permission för att tjänstgöra på de till Colombia sålda krigsfartygen Tapperheten och af Chapman som extra styrman på af Chapman. Fahlmark hade förmodligen som flera av befälen ombord i avsikt att träda i Colombiansk krigstjänst, men detta förbjöds, och han tjänstgjorde i stället som geodet i landet med verksamhet på Panamanäset. 1827 erhöll han ytterligare ett års förlängd utrikes permission men ströks ur rullorna sedan han inte återkommit till Sverige. 1828-1829 var han medarbetare till John Augustus Lloyd under dennes rekognoseringsarbeten på näset. Hans vidare öden är okända.